# Пуи-Лубрен
Пуи́-Лубре́н (фр. Pouy-Loubrin) — коммуна во Франции, находится в регионе Юг — Пиренеи. Департамент — Жер. Входит в состав кантона Сарамон. Округ коммуны — Ош.
Код INSEE коммуны — 32327.

## География
Коммуна расположена приблизительно в 620 км к югу от Парижа, в 70 км западнее Тулузы, в 21 км к югу от Оша.
На западе коммуны протекает река Жер.

## Климат
Климат умеренно-океанический. Лето жаркое и немного дождливое, температура часто превышает 35 °С. Зимой часто бывает отрицательная температура и ночные заморозки. Годовое количество осадков — 700—900 мм.

## Население
Население коммуны на 2010 год составляло 106 человек.
| 1962 | 1968 | 1975 | 1982 | 1990 | 1999 | 2010 |
| ---- | ---- | ---- | ---- | ---- | ---- | ---- |
| 102  | 95   | 88   | 100  | 103  | 88   | 106  |

## Администрация
| Период | Период | Фамилия       | Партия | Примечания |
| ------ | ------ | ------------- | ------ | ---------- |
| 2001   | 2014   | Николя Базерк |        |            |
| 2014   | 2020   | Филипп Менар  |        |            |

## Экономика
В 2010 году среди 54 человек трудоспособного возраста (15-64 лет) 37 были экономически активными, 17 — неактивными (показатель активности — 68,5 %, в 1999 году было 60,7 %). Из 37 активных жителей работали 35 человек (17 мужчин и 18 женщин), безработных было 2 (1 мужчина и 1 женщина). Среди 17 неактивных 3 человека были учениками или студентами, 11 — пенсионерами, 3 были неактивными по другим причинам.

## Фотогалерея

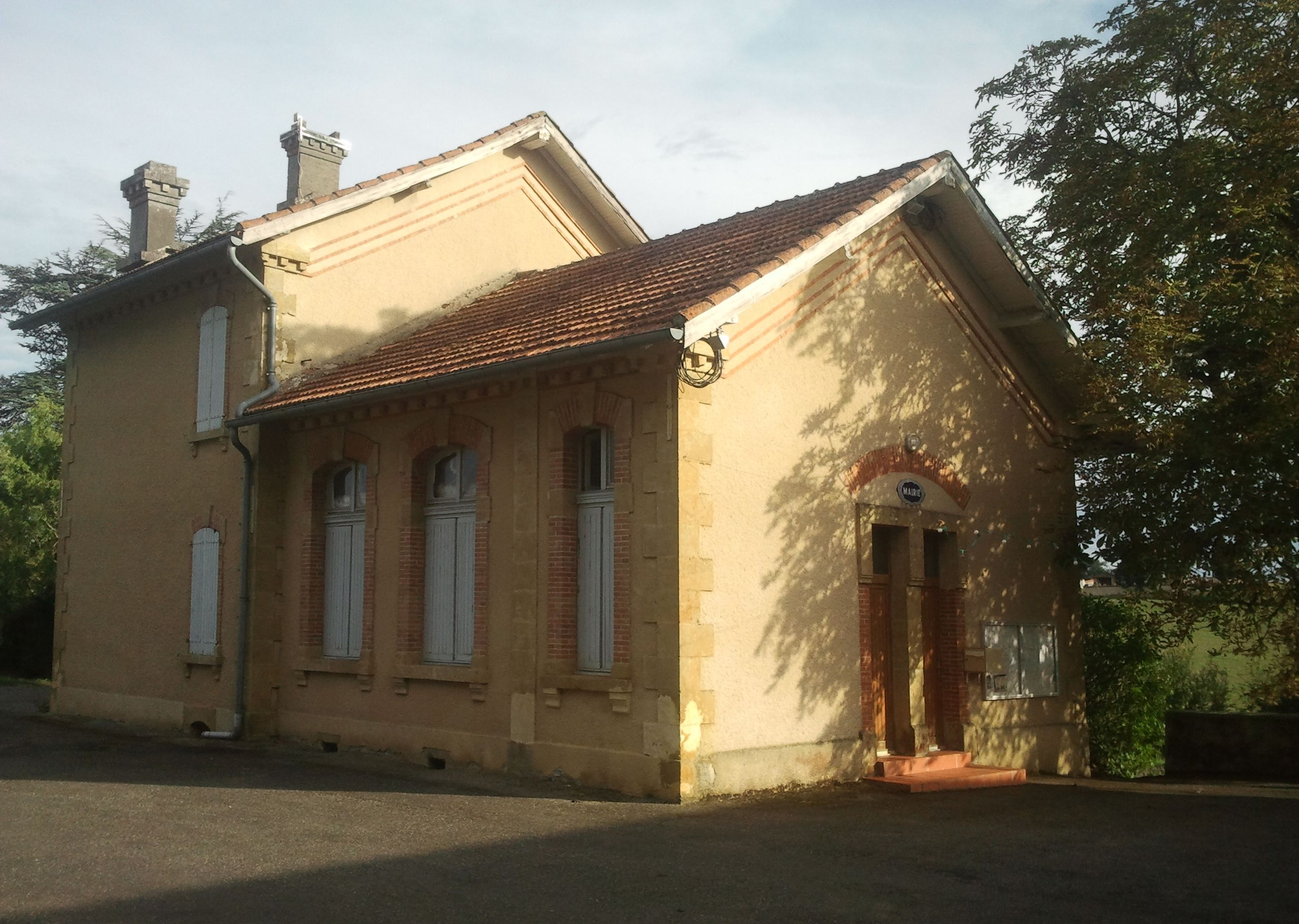
Мэрия
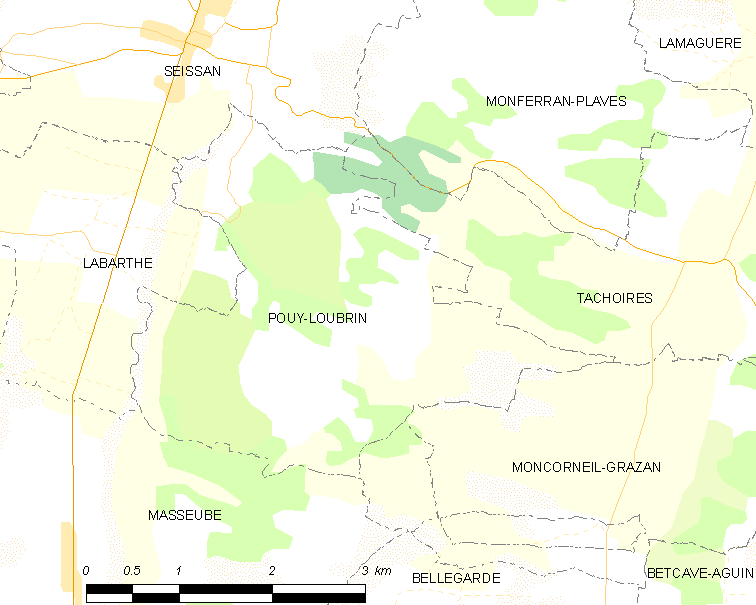
Карта коммуны